# Litopus reticulatus
Litopus reticulatus là một loài bọ cánh cứng trong họ Cerambycidae.